# Kiribati Islands Football Federation
Die Kiribati Islands Football Federation (KIFF), bis 2019 Kiribati Islands Football Association (KIFA), ist der Fußballverband Kiribatis. Er wurde 1980 gegründet und ist seit 2020 assoziiertes Mitglied der Oceania Football Confederation. KIFF organisiert die Nationale Fußballliga und die kiribatische Fußballauswahl.
Der Verband ist Mitglied der CONIFA, nicht jedoch Mitglied des Weltverbandes FIFA. Es wurden aber seit 2006 mehrere Aufnahmeanträge gestellt, die aber bisher alle aufgrund eines Mangels an organisatorischer und sportlicher Infrastruktur abgelehnt wurden.